# アイホン

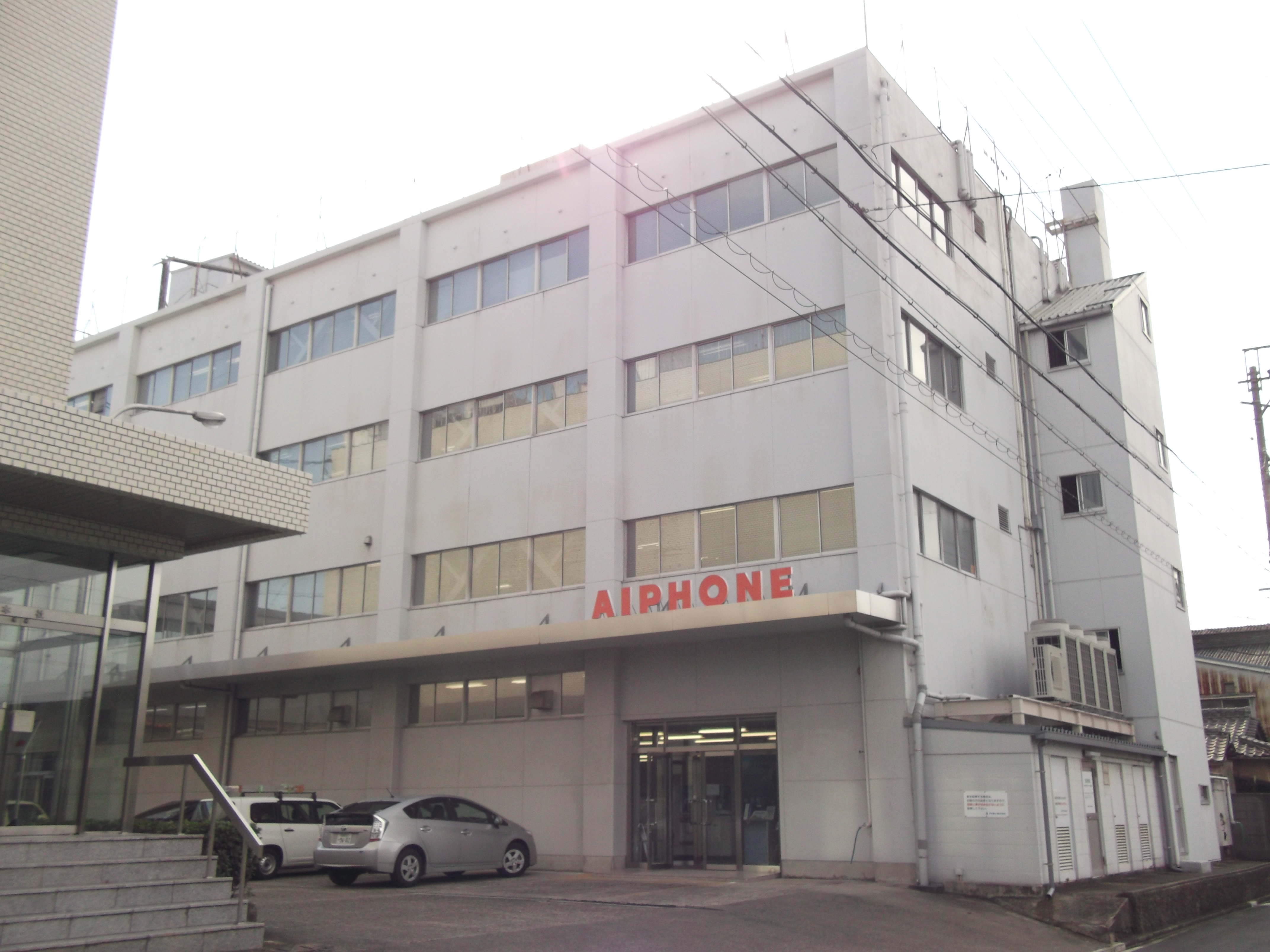
本店所在地がある開発センター（2014年9月）

座標: 北緯35度10分10.1秒 東経136度54分35秒 / 北緯35.169472度 東経136.90972度
アイホン株式会社（英: Aiphone Co., Ltd.）は、愛知県名古屋市中区新栄町に本社を置く電気機器メーカー。　インターホンなどを製造、販売している。

## 概要
業界トップシェアを争うインターホン専門の電気機器メーカー。アメリカ合衆国・フランス・タイ王国・ベトナムなどに現地法人があり、2017年（平成29年）時点で70か国以上で製品を販売している。自社ブランドでの販売のみならず、シャープなどの電話機メーカーに対してオプション品としてのOEM供給も行っている。
1951年（昭和26年）にインターホンの製造を開始。製品名は1954年（昭和29年）に愛興高声電話器の「愛」とインターホンの「ホン」を組み合わせて「アイホン」に変更し、同年に商標を登録 、1959年（昭和34年）には社名も変更した。英語表記の「AIPHONE」は1966年（昭和41年）に登録しており、日本国外でも商標権を取得している  。
Appleのスマートフォン端末iPhoneが日本で発売される際に、Appleが「iPhone」の商標登録を申請したが、既に登録されていたアイホンの商標と極めて酷似しており、紛らわしいため取り下げられた 。そのため、アイホン側が「iPhone」を商標登録した上で、Appleがアイホンに「iPhone」の商標使用料として年間約1億円を支払うことで合意がなされた  。また、「iPhone」の日本語での片仮名表記と発音は「アイフォーン」とすることで双方が合意している。2015年（平成27年）には、iPhoneとの連携が可能なテレビドアホンを発売した。

## 沿革
- 1948年（昭和23年） - 東海音響電気研究所として設立。
- 1952年（昭和27年） - 愛興高声電話器合資会社に変更。
- 1954年（昭和29年） - 製品商標を「アイホン」とする。
- 1959年（昭和34年） - アイホン株式会社に改組[1]。
- 1990年（平成2年） - 名古屋証券取引所市場第二部に上場[1]。
- 1999年（平成11年） - 東京証券取引所市場第二部に上場[1]。
- 2000年（平成12年） - 東京･名古屋両証券取引所市場第一部に指定替え[1]。
- 2006年（平成18年）- iPhoneの商標を取得した後、Apple社に対し独占使用権を付与。
- 2015年（平成27年） - 管理・営業部門の本社を移転し、旧本社（本店）は技術部門の拠点（開発センター）とする[10]。
- 2021年（令和3年） - 株式会社ソフトウェア札幌の全株式を取得し、子会社化[1][11]。
- 2022年（令和4年）4月 - 東京証券取引所および名古屋証券取引所の市場区分見直しに伴い、東京証券取引所プライム市場および名古屋証券取引所プレミア市場に移行[1]。
- 2023年（令和5年）1月 - 株式会社テシオテクノロジの全株式を取得し、子会社化[1]。
- 2024年（令和6年）12月 - 株式会社日本マイクロリンクの全株式を取得し、子会社化[1]。

## 主な製品
- 一般インターホン機器
  - 家庭用インターホン
  - 業務用インターホン
- セキュリティインターホン機器
  - セキュリティドアホン
  - 電気錠システム
- テレビインターホン機器
  - テレビドアホン
- ケアインターホン機器
  - ナースコールシステム
  - ホームケアシステム
- 情報通信機器
  - 生活情報盤

## 事業所
- 本社（愛知県名古屋市中区）
- 開発センター（愛知県名古屋市熱田区）
- 豊田工場（愛知県豊田市）

## 広告活動など

### CMについて
ラジオ広告はアイホンオリジナルソングをバックに流しながらというパターンが続いていた。近年は末尾に「ピンポンは、アイホン」という新キャッチコピーが使われている。

### 主なCM出演者
- 清水章吾（テレビCM）
- 坪井宏憲（ラジオCM）など

### 提供番組
- ウェークアップ!ぷらす
- 武田鉄矢・今朝の三枚おろし（火・木曜日の放送後）
- 東海ラジオ ガッツナイター（火曜日スポンサー）
- CBCドラゴンズナイター（日曜日スポンサー）

### その他
アイホン独自の呼出音は、アメリカ合衆国で「音」の商標として、立体商標登録されている。

## 関連会社
- アイホンコミュニケーションズ株式会社
- AIPHONE CORPORATION（アメリカ）
- AIPHONE S.A.S.（フランス）
- AIPHONE PTY LTD（オーストラリア）
- AIPHONE PTE.LTD.（シンガポール）
- AIPHONE UK LIMITED（イギリス）
- AIPHONE COMMUNICATIONS(THAILAND)CO.,LTD（タイ）
- AIPHONE COMMUNICATIONS(VIETNAM)CO.,LTD（ベトナム）
- アイホンコミュニケーションズ株式会社（愛知県春日井市）
- 株式会社ソフトウェア札幌 （北海道札幌市）
- 株式会社テシオテクノロジ （愛知県名古屋市）
- 株式会社日本マイクロリンク （東京都台東区）